# Уральский, Николай Матвеевич
Ура́льский Никола́й Матве́евич (24 декабря 1906, Кочердыкский, Оренбургская губерния — 3 октября 1978, Александров, Владимирская область) — советский военачальник, гвардии полковник (1943).

## Биография
Николай Уральский родился 24 декабря 1906 года в крестьянской семье в посёлке Кочердыкском Усть-Уйского станичного юрта Челябинского уезда Оренбургской губернии, который относился к Войсковой территории Челябинского уезда (3-й военный отдел Оренбургского казачьего войска), ныне село Казак-Кочердык входит в Целинный муниципальный округ Курганской области. Русский.
В 1919 году окончил начальную школу (четыре класса).

### Начало военной службы
В 1919 году был мобилизован. Служил в качестве подводчика до мая 1919 года в 35-й стрелковой дивизии на Восточном фронте.
С мая 1920 года находился в детском доме в станице Усть-Уйской, где зимой учился, а летом работал по найму. В это время окончил среднюю школу.
С июля 1927 года по май 1928 года служил добровольно в 171-м стрелковом полку 57-й стрелковой дивизии (англ. 57th Rifle Division) в городе Челябинске.
В июле 1928 года вступил в ВКП(б), в 1952 году партия переименована в КПСС.
В октябре 1928 года был призван в пограничный отряд в город Полоцк, откуда в ноябре 1928 года был командирован в полковую школу 33-й стрелковой дивизии в город Могилёв, которую окончил в 1929 году. После окончания полковой школы был назначен помощником командира взвода.
В августе 1929 года в составе команды был переброшен в город Красноярск для формирования 40-й стрелковой дивизии, где в сентябре 1929 года был назначен командиром взвода.
Участвовал в боях на Китайско-Восточной железной дороге.
В ноябре 1929 года был командирован в 1-ю Советскую объединённую военную школу РККА имени ВЦИК, город Москва, которую окончил в августе 1931 года, после чего был направлен командиром взвода в 14-ю стрелковую дивизию в город Владимир, откуда с вновь сформированной частью в должности полуротного был переброшен на станцию Дивизионная, где пробыл до апреля 1933 года.
С апреля 1934 года по апрель 1935 года командовал 137-й отдельной полуротой на станции Онохой. С апреля 1935 года по октябрь 1937 года командовал 4-й стрелковой ротой 35-й Сибирской стрелковой дивизии.
С октября 1938 года по июль 1939 года прошёл обучение на курсах «Выстрел» в городе Солнечногорске. С августа 1939 года назначен командиром 2-го батальона 78-й стрелковой дивизии.

### Великая Отечественная война
Уральский Н. М. принял участие в Великой Отечественной войне с ноября 1941 года в должности командира батальона 40-го стрелкового полка 78-й стрелковой дивизии в составе 16-й армии. За массовый героизм личного состава 27 ноября 1941 года года 78-я стрелковая дивизия была преобразована в 9-ю гвардейскую стрелковую дивизию. Командуя во многих боях в битве под Москвой, находился под непосредственным руководством генерал-полковника Белобородова Афанасия Павлантьевича и командира 16-й армии Западного фронта Рокоссовсокого Константина Константиновича. В боях под Истрой 24 ноября 1941 года получил тяжёлое ранение в голову, после которого проходил лечение в госпитале № 362 в городе Ульяновске. Был награждён орденом Ленина.
Недолечившись, в январе 1942 года по своей настоятельной просьбе снова ушел на фронт. Был назначен командиром 266-го Краснознамённого стрелкового полка 93-й стрелковой дивизии — впоследствии 26-й гвардейской стрелковой дивизии (комдив генерал-майор Эрастов Константин Максимович) в 33-й армии (командарм генерал-лейтенант Ефремов Михаил Григорьевич). Командуя полком, участвовал в боях за г. Боровск и с. Шанский Завод. 28 февраля 1942 года в боях за г. Вязьма получил тяжёлое ранение в левую ногу, после которого находился на лечении в г. Москва на ул. Петровка в бывшей Екатерининской больнице.
В апреле 1942 года по личной просьбе Уральский Н. М. снова был направлен на Калининский фронт в 8-ю гвардейскую Панфиловскую стрелковую дивизию командиром 30-го гвардейского стрелкового полка. Командуя полком до сентября 1942 года, участвовал в ряде оборонительных боёв под командованием комдива генерал-полковника Чистякова И. М. и командарма 3-й Ударной Армии генерала армии Пуркаева М. А.
С сентября 1942 года по сентябрь 1943 года командовал 54-й отдельной стрелковой бригадой и входил во 2-й гвардейский стрелковый корпус, которым командовал генерал Кутузов Михаил Павлович (3-й ударной армией в то время командовал генерал-полковник Галицкий Кузьма Никитович). Участвовал в боях за г. Великие Луки, в которых 54-й отдельная стрелковая бригада полностью уничтожила 271-й стрелковый полк 93-й пехотной дивизии и 214-й пехотный полк 90-й пехотной дивизии немцев (так называемой группы «Тайсена»), захватив в этих боях боевое знамя 214-го немецкого пехотного полка, которое находится сегодня в музее г. Великие Луки. Был награждён орденом Красного Знамени.
С сентября 1943 года по май 1944 года командовал 319-й стрелковой дивизией на Прибалтийском фронте. Освобождал города: Новосокольники, Новоржев, а также следующие населённые пункты: д. Насва, с. Бежаницы, с. Кудеверь, с. Двинск. Был награждён вторым орденом Красного Знамени. В этих боях был тяжело контужен и направлен на лечение в г. Москва.
В июне 1944 года был командирован в Военную академию химической защиты имени К.Е. Ворошилова в это время находился в 22-й армии под командованием генерал-лейтенанта Юшкевича Василия Александровича и генерал-лейтенанта Короткова Геннадия Петровича
После окончания Академии в апреле 1945 года был направлен на 2-й Белорусский фронт во 2-ю ударную армию, где был заместителем командира 90-й стрелковой дивизии и 321-й стрелковой дивизии до октября 1945 года.

### Послевоенное время
С октября 1945 года Уральский Н. М. командовал Готским округом Советской военной администрации в Германии, где работал под непосредственным руководством начальника Управления Советской Военной администрации в Германии в Тюрингии генерала армии Чуйкова Василия Ивановича (до июля 1946 года) и генерал-полковника Болдина Ивана Васильевича (с июля 1946 года).
С августа 1948 года был районным военкомом Клинского района Московской области, город Клин.
С июня 1948 года был городским военкомом города Александрова Владимирской области.
С мая 1950 года и до окончания службы в 1953 году был районным военкомом Алексинского района Тульской области, город Алексин.
Николай Матвеевич Уральский скончался 3 октября 1978 года в городе Александрове Владимирской области. Похоронен на городском (старом) кладбище города Александрова Александровского района Владимирской области.

## Воинские звания
- Старший лейтенант, 16 февраля 1936 года
- Капитан, 17 мая 1939 года
- Подполковник, 2 сентября 1942 года
- Полковник, 5 февраля 1943 года

## Награды
- Орден Ленина, дважды: 17 января 1942 года[1], 30 апреля 1954 года
- Орден Красного Знамени, трижды: 7 июля 1944 года[2], 13 апреля 1946 года, 20 июня 1949 года[3]
- Орден Красной Звезды, 3 ноября 1944 года[4]
- Медаль «За победу над Германией в Великой Отечественной войне 1941—1945 гг.», 7 августа 1945 года[5]
- Медаль «За оборону Москвы»
- Медаль «За взятие Кёнигсберга»
- Медаль «За освобождение Варшавы»
- Медаль «Партизану Отечественной войны» I степени
- другие медали СССР.
- Почётный гражданин города Новосокольники (Псковская область), 1969 год[6][7].
- Почётный гражданин города Холм (Новгородская область)[8].
- Почётный гражданин Бежаницкого района (Псковская область)[9].

Награды иностранных государств:
- Медаль «Заслуженным на поле Славы», Польша
- Медаль «Победы и Свободы», Польша
- Медаль «За Одру, Нису и Балтику», Польша
- Медаль «За Варшаву 1939—1945», Польша

## Воспоминания
И наш выбор не случайно пал на капитана Н. М. Уральского.

Николай Матвеевич был человеком, на которого можно положиться в самой сложной обстановке. Участник гражданской войны, он начал её 14-летним добровольцем. Потом с отличием окончил военную школу имени ВЦИК. Уже будучи кадровым командиром, прошел переподготовку на Высших стрелковых курсах. Семь лет командует батальоном. Энергии, воли, организаторских способностей Уральскому тоже не занимать. Ещё на Дальнем Востоке ему поручали задачи, которые помимо всего прочего требовали большой самостоятельности, — такие, например, как учебное десантирование батальона с кораблей Краснознаменной Амурской военной флотилии или 350-километровый марш по таёжному бездорожью в авангарде дивизии. Он отлично справлялся с любым заданием.— Дважды Герой Советского Союза  Генерал Армии  Белобородов А.П.  Всегда в бою. -  М: 1984.

## Сочинения
- Уральский Н. М. Батальон занимает оборону // Истра 1941 / Сост. Беловолов И. В.. — Москва: изд. л.18.64.
- Уральский Н. М. На берегах Ловати // Девушка из Легенды / Сост. Нечунаев Г. И.. — Алма-Ата: Казахстан, 1989. — С. 23—39.
- Уральский Н. М. Родной батальон // Дальневосточники в боях под Москвой / Сост. Голобородов А. Ф., Козин В. Д., Ривлин А. Г. — Амурское отд. Хабаровского н.изд., 1975. — С. 54—71.